# Endeavor Group
Endeavor Group Holdings, Inc. (ранее известная как William Morris Endeavor и WME-IMG) — американская холдинговая компания с основным офисом в Беверли-Хиллз, Калифорния, США. Компания была основана в апреле 2009 года после слияния William Morris Agency и оригинальной Endeavor Talent Agency. Endeavor представляет артистов в кино, телевидении, музыке, театре, цифровых медиа и издательском деле. Она также представляет интересы НФЛ и НХЛ. Endeavor владеет Ultimate Fighting Championship и WWE через компанию TKO Group Holdings. Компанию возглавляют генеральный директор Ари Эмануэль и исполнительный председатель Патрик Уайтселл.
Группе принадлежит 20 % акций компании по производству фильмов и телевизионных программ Fifth Season (ранее Endeavor Content), а остальные 80 % принадлежат южнокорейской компании CJ ENM, занимающейся развлечениями и розничной торговлей.

## Активы
- Endeavor (с июня 2016) — китайская дочерняя компания, сформированная с помощью инвестиций Sequoia Capital, Tencent и FountainVest
- Fifth Season (ранее Endeavor Content, октябрь 2017 — сентябрь 2022) — финансирование фильмов и продажа сценариев для телевидения
  - Bloom (с августа 2017) — контрольный пакет акций компании по финансированию и продаже фильмов[1]
- 160 over 90 (с января 2018)
  - Third Coast Content (с февраля 2018) — инвестиции[2]
- Frieze — компания изобразительного искусства и медиа
- Wonderful Union (с августа 2018)[3]
- On Location Experiences (с января 2020) — контрольный пакет акций компании, специализирующейся на гостиничном бизнесе и организации живых мероприятий[4]
- Asylum Entertainment Group (с марта 2023) — контрольный пакет акций

### Букинговые агентства
- WME — букинговое агентство
- Dixon Talent — агентство для звёзд вечерних шоу и других ведущих
- IMG — компания по управлению спортом, модой и развлечениями
  - Learfield — компания по маркетингу межвузовских спортивных соревнований
  - IMG Academy — подготовительная школа-интернат и направление спортивной подготовки
- The Wall Group — стилисты и дизайнеры

### Спорт
- TKO Group Holdings
  - UFC — смешанные единоборства
  - WWE — рестлинг и спортивные развлечения
- Diamond Baseball Holdings — владеет девятью командами Minor League Baseball по состоянию на декабрь 2021 года[5][6]
- Professional Bull Riders
- Euroleague Basketball
- ELeague — совместное предприятие по киберспорту с компанией Turner[7]